# 500엔 동전
500엔 동전(일본어: 五百円硬貨)은 일본 정부가 발행하는 동전의 하나이다. 1982년 4월에 500엔 지폐 제조가 중단된 이후에 주조되었다. 2000년 8월, 2021년 11월에는 모양과 크기, 무게, 지름, 소재를 조금 바꿔서 발행, 유통되고 있다.
소재는 바이메탈(구리 75%, 아연 12.5%, 니켈 12.5%), 무게는 7.10g, 지름은 26.5mm, 두께는 1.81mm이며 테두리에는 빗금 톱니무늬가 새겨져 있다. 앞면에는 일본국(日本国)과 500엔(五百円, "오백엔")을 뜻하는 글이 쓰여져 있고 참오동나무가 그려져 있다. 뒷면에는 500엔을 뜻하는 아라비아 숫자 "500"과 제조년도가 쓰여져 있고 대나무 잎과 감귤나무 가지가 그려져 있다.

## 역사
1982년에 최초로 제조되던 당시에는 스위스의 5프랑, 독일(옛 서독)의 5마르크, 스페인의 500페세타 동전과 가치가 비슷해서 고액 동전으로 화제를 모았다. 그 후 독일과 스페인에서는 자국 화폐가 유로로 바뀌고 스위스 5프랑의 시세는 일본 100엔 정도로 떨어졌다. 이런 이유 때문에 2008년 2월 당시에는 일본에서 기념주화 등을 제외한 일반적으로 유통되고 있는 동전 중에서 가장 가치가 비싼 동전이라는 기록을 세우기도 했다. 지금은 스위스의 5프랑 동전이 500엔 동전보다 더 비싼 축에 속하게 된다. 그리하여 현재 500엔 동전은 아시아에서 가장 비싼 동전이 되었다.

### 연혁
- 1982년 4월 1일: 500엔 백동화 발행(소재: 백동(비율: 구리 75%, 니켈 25%), 무게: 7.20g, 지름: 26.5mm, 두께: 1.85mm, 도안 소재: 참오동나무(앞면), 대나무 잎, 감귤나무 가지(뒷면), 테두리: ◆ NIPPON ◆ 500 ◆)
- 1999년: 500엔 백동화 발행 중단
- 2000년 8월 1일: 500엔 니켈 황동화 발행(소재: 니켈 황동(비율: 구리 72%, 아연 20%, 니켈 8%), 무게: 7.00g, 지름: 26.5mm, 두께: 1.81mm, 도안 소재: 참오동나무(앞면), 대나무 잎, 감귤나무 가지(뒷면), 테두리: 빗금무늬 톱니)
- 2021년: 500엔 니켈 황동화 발행 중단
- 2021년 11월 1일: 500엔 바이메탈화 발행(소재: 바이메탈(바깥쪽: 니켈 황동, 표층 중심: 백동, 안쪽 중심: 구리, 비율: 구리 75%, 아연 12.5%, 니켈 12.5%), 무게: 7.10g, 지름: 26.5mm, 두께: 1.81mm, 도안 소재: 참오동나무(앞면), 대나무 잎, 감귤나무 가지(뒷면), 테두리: 빗금무늬 톱니)

### 역대 동전

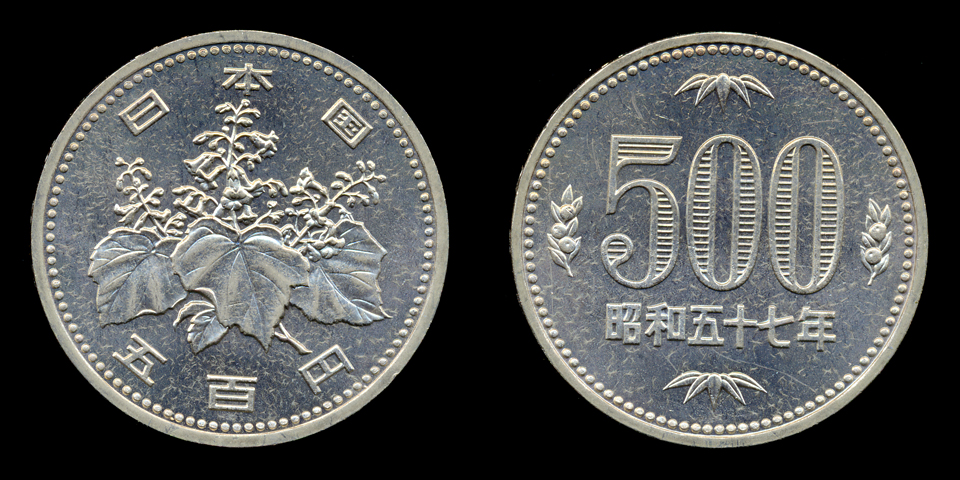
1982년부터 1999년까지 통용된 500엔 백동화
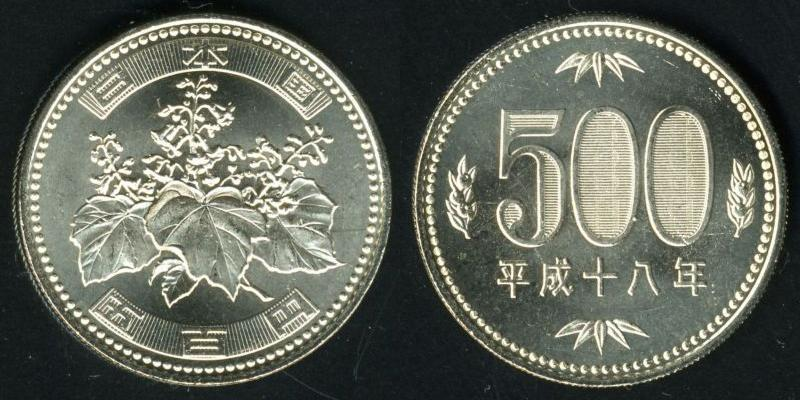
2000년부터 2020년까지 통용된 500엔 니켈 황동화
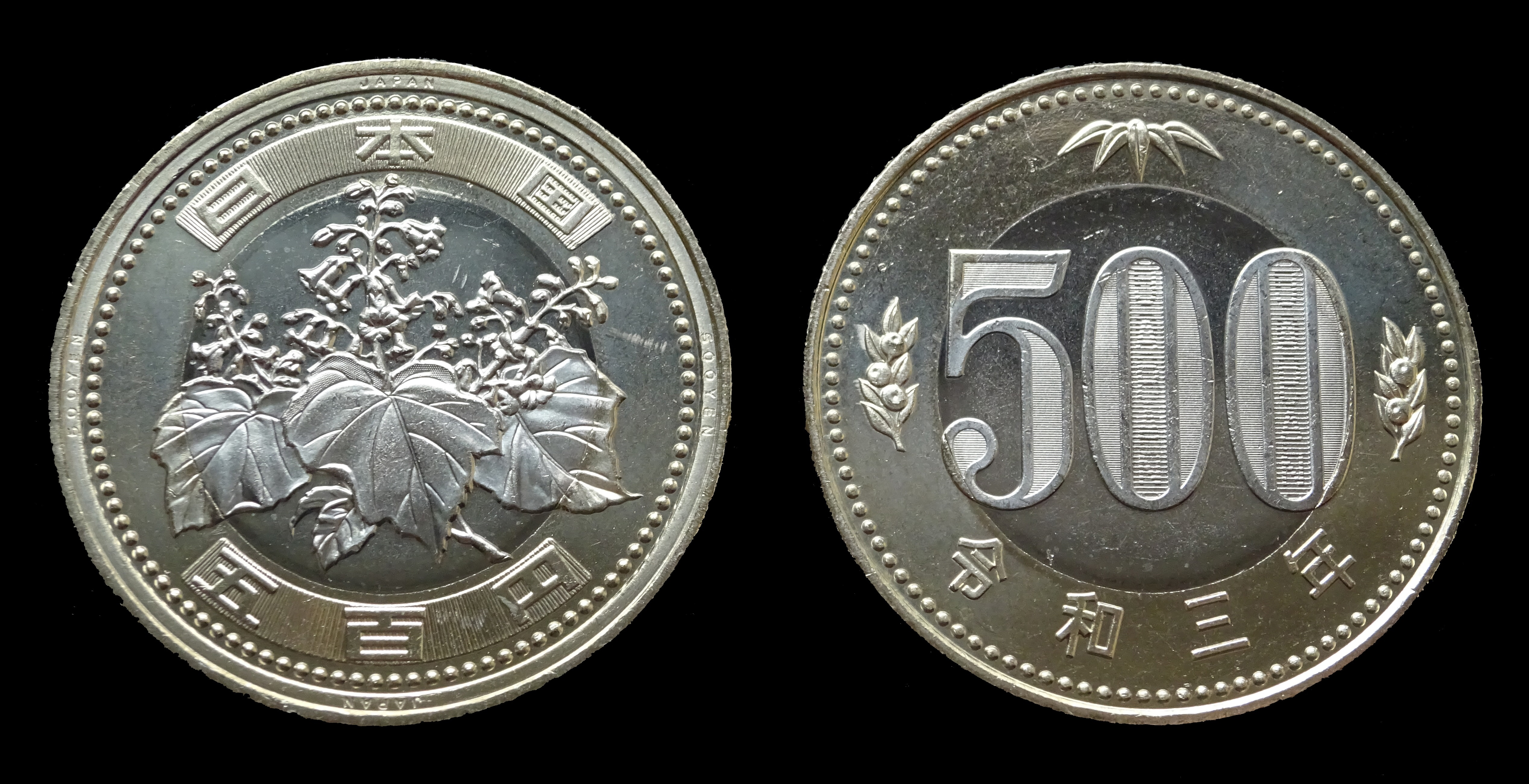
2021년부터 현재까지 통용되고 있는 500엔 바이메탈화

## 500엔 니켈 황동화
1999년경에 일본에서 500엔 위변조 동전이 무더기로 발견되면서 사회 문제로 떠올랐다. 2000년 8월 1일에 소재, 무게가 바뀌고 위변조 방지 요소가 추가된 500엔 니켈 황동화가 발행되었다. 2021년에 500엔 바이메탈화가 발행됨에 따라 발행이 중단되었다.

### 위변조 방지 요소
- 동전 뒷면을 기울이면 보는 각도에 따라 500의 0 부분에 숨어 있는 "500円"(500엔) 문자 또는 세로선이 나타난다.
- 동전 앞면과 뒷면 양쪽에는 "N", "I", "P", "P", "O", "N" 문자가 미세하게 쓰여져 있다.

## 500엔 바이메탈화
2021년 11월 1일에 디자인과 소재를 변경한 500엔 동전이 발행되었다. 원래 2021년 상반기에 발행할 계획이었으나 일본에서 일어난 코로나19 범유행의 여파에 따른 자동 판매기·현금 자동 입출금기(ATM) 교체 지연으로 인하여 연기되었다.
- 소재: 니켈 황동, 백동, 구리 (바이컬러 클래드)
  - 바깥쪽: 	니켈 황동
  - 표층 중심: 백동
  - 안쪽 중심: 구리
- 비율: 구리 75%, 아연 12.5%, 니켈 12.5%
- 무게: 7.10g
- 지름: 26.5mm

### 위변조 방지 요소
500엔 바이메탈화는 새로운 위조 방지 기술을 적용하여 발행되었다.
- 2색 3층 구조를 띤 바이컬러 클래드: 동전의 바깥쪽 부분은 니켈 황동을 사용해서 만들고 안쪽 부분은 구리가 들어간 백동을 사용해서 만든다. 구리 부분은 밖에서는 보이지 않지만 기계에서 작업할 때 전기 전도의 변화를 이용할 때에 사용된다.
- 서로 다른 빗금 톱니무늬 테두리: 동전의 테두리에는 위변조를 어렵게 만들기 위해 서로 다른 빗금 톱니무늬가 새겨져 있다. 이는 유통용 동전으로는 세계 최초가 된다.
- 미세문자: 앞면의 가장자리 안쪽에는 "JAPAN"(위쪽과 아래쪽), "500YEN"(왼쪽과 오른쪽) 문자가 작게 쓰여져 있다.
- 500엔 니켈 황동화에서 사용된 미세한 선, 미세한 점, 잠상은 계속 사용된다. 단 잠상의 경우에는 세로선, "500円"(500엔) 문자에서 "500YEN", "JAPAN" 문자로 바뀌게 된다. 뒷면의 경우에는 아래쪽에 있던 대나무 잎이 사라지고 제조 연도를 가리키는 연호 표기가 가장자리로 옮겨져서 원호 형상을 띤 직렬 배치로 바뀐다.

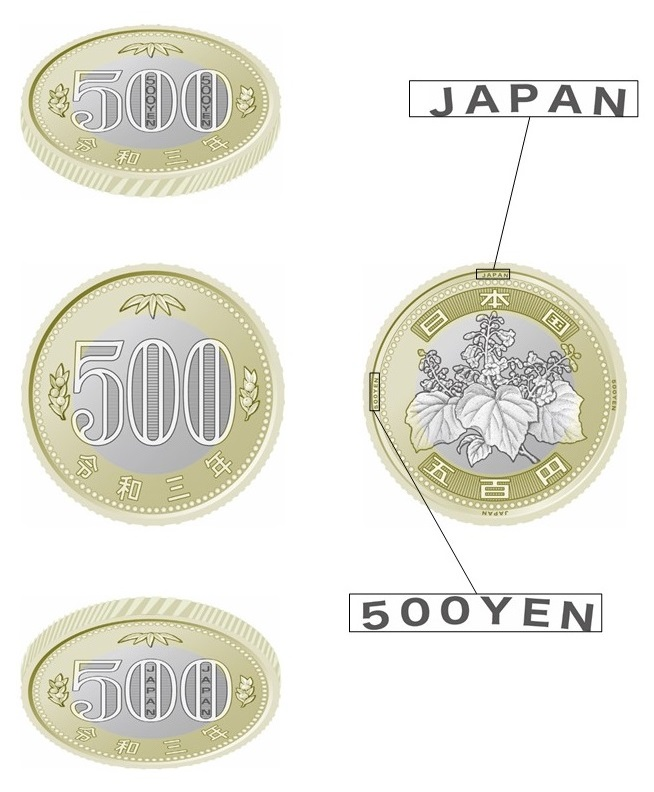
500엔 바이메탈화의 앞면과 뒷면 디자인
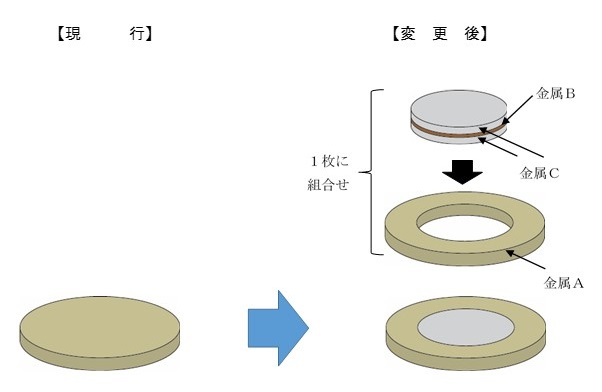
500엔 바이메탈화의 구조

## 위변조 문제

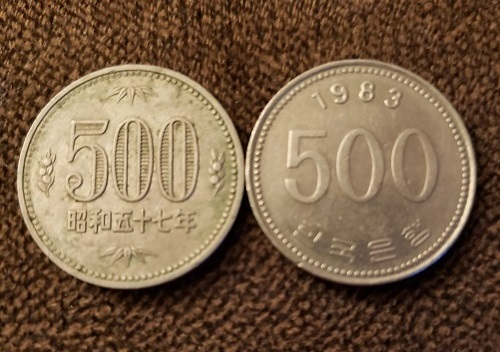
일본의 500엔 동전(왼쪽)과 대한민국의 500원 동전(오른쪽)

2000년에 있었던 500엔 동전 소재 변경은 1990년대 말에 일본에서 구형 500엔 동전이 대한민국의 500원 동전과 모양, 크기, 소재, 무게(대한민국의 500원 동전의 지름은 26.5mm, 무게는 7.70g) 등이 비슷해서 자동 판매기에 악용하는 범죄 사례가 많았기 때문이라고 한다. 변조된 500원 동전은 주로 동전의 표면을 전기 드릴로 깎거나 구멍을 뚫어서 무게를 줄인 경우가 많았는데 범인들은 주로 일본의 여러 지역에 설치된 자동 판매기에 변조된 500원 동전을 넣은 뒤에 반환 레버를 돌려서 500엔 동전으로 바꾸는 수법을 많이 사용했다. 일본 경시청에서는 중국인, 한국인을 비롯한 외국인 화폐 위조범들이 일본 현지에서 대한민국의 500원 동전을 비롯한 외국 동전들을 변조하여 자동 판매기를 통해 일본의 500엔 동전으로 바꾸는 범죄에 가담한 것으로 판단했다.
이 밖에도 일본에서는 외국 동전 위변조 사례가 대한민국의 500원 동전에만 국한되어 있는 것이 아니었는데 소수이기는 하지만 이란의 1리알 동전을 필두로 하여 헝가리의 20·50포린트 동전, 포르투갈의 옛 25이스쿠두 동전을 위변조한 사례가 적발되기도 했다. 이러한 사건들 때문에 일본의 여러 지역에서는 한동안 자동 판매기에서 500엔 동전 사용을 금지시켰다. 1999년에는 일본 정부가 500엔 백동화 발행을 중단하는 결정을 내렸고 2000년에는 일본에서 소재를 니켈 황동으로 바꾼 500엔 동전이 발행되었다.

## 같이 보기
- 일본의 주화
- 500원 동전
- 500엔 지폐